# Linnepe
Linnepe is een plaats in de Duitse gemeente Sundern (Sauerland), deelstaat Noordrijn-Westfalen, en telt 499 inwoners.